# Lagh da Scispadus
Der Lagh da Scispadus (alpinlombardischer Dialektname) ist ein Bergsee auf 2073 m ü. M. im Val da Camp auf Gemeindegebiet von Poschiavo im Schweizer Kanton Graubünden. 

## Lage
Der Lagh da Scispadus liegt zwischen den beiden bekannteren und grösseren Bergseen Lagh da Saoseo und Lagh da Val Viola.

## Zugang
Der See ist nur zu Fuss über Wanderwege erreichbar. Ein Rundweg führt von der Alp Camp (im Sommer per Postauto-Kleinbus erreichbar, für den Individualverkehr ohne Bewilligung gesperrt) in rund zwei Stunden zum Lagh da Saoseo, Lagh da Val Viola und Lagh da Scispadus. Ab Sfazù an der Berninapassstrasse führt eine rund fünfstündige Rundwanderung zu den drei Seen.